# Saint-Hilaire-le-Lierru
Saint-Hilaire-le-Lierru korábbi község Franciaország Loire mente régiójában, Sarthe megyében. 2016. január 1-jén Tuffé korábbi községgel egyesült és az így létrejött Tuffé Val de la Chéronne új község része lett.
Lakosainak száma 131 fő (2018. január 1.). Saint-Hilaire-le-Lierru Boëssé-le-Sec, Sceaux-sur-Huisne és Tuffé Val de la Chéronne községekkel határos.

## Népesség
A település népessége az elmúlt években az alábbi módon változott:
| Lakosok száma | 174  | 135  | 112  | 91   | 94   | 139  | 137  | 142  | 144  | 131  |
|               | 1962 | 1968 | 1975 | 1982 | 1990 | 2008 | 2013 | 2015 | 2017 | 2018 |